# Хайнрих XX (Ройс-Грайц)
Хайнрих XX Ройс-Грайц (на немски: Heinrich XX Reuss zu Greiz; * 29 юни 1794, Офенбах; † 8 ноември 1859, Грайц) от род Ройс стара линия, главен клон на род Дом Ройс, е княз на Ройс-Грайц, граф и господар на Плауен, господар на Грайц, Кранихфелд, Гера, Шлайц и Лобенщайн (1836 – 1859).

## Биография
Той е по-малък син на княз Хайнрих XIII (1747 – 1817) и съпругата му принцеса Луиза фон Насау-Вайлбург (1765 – 1837), дъщеря на княз Карл Кристиан фон Насау-Вайлбург (1735 – 1788) и Каролина Оранска-Насау-Диц (1743 – 1787). По-големият му брат Хайнрих XIX (1790 – 1836) е княз на Ройс-Грайц (1817 – 1836).
Хайнрих XX Ройс-Грайц участва през 1814 г. във войната против Франция като адютант на фелдмаршал-лейтенант ландграф Филип фон Хесен-Хомбург и последва на 31 октомври 1836 г. брат си, Хайнрих XIX, като княз на Ройс-Грайц.
Хайнрих XX Ройс-Грайц умира на 8 ноември 1859 г. на 65 години в Грайц. Съпругата му Каролина фон Хесен-Хомбург управлява като опекун (1859 – 1867) за синът си Хайнрих XXII (1846 – 1902).

## Фамилия
Първи брак: на 25 ноември 1834 г. в дворец Бор (Хайд) с принцеса София Мария Терезия фон Льовенщайн-Вертхайм-Розенберг (* 18 септември 1809, Прага; † 21 юли 1838, Бубенч), дъщеря на княз Карл Томас фон Льовенщайн-Вертхайм-Розенберг (1783 – 1849) и графиня София Лудовика Вилхелмина цу Виндиш-Грец (1784 – 1848). Те нямат деца.
Втори брак: на 1 октомври 1839 г. в Хомбург с ландграфиня Каролина фон Хесен-Хомбург (* 19 март 1819, Хомбург; † 18 януари 1872, Грайц), дъщеря на ландграф Густав фон Хесен-Хомбург (1781 – 1848) и принцеса Луиза фон Анхалт-Десау (1798 – 1858). Те имат децата:
- Хермина (1840 – 1890), омъжена на 29 април 1862 г. в Грайц за принц Хуго фон Шьонбург-Валденбург (1822 – 1897), син на княз Ото Виктор I фон Шьонбург (1785 – 1859)
- Хайнрих XXI (*/† 1844)
- Хайнрих XXII (1846 – 1902), княз Ройс-Грайц, женен на 8 октомври 1872 г. в Бюкебург за принцеса Ида фон Шаумбург-Липе (1852 – 1891), дъщеря на княз Адолф I Георг фон Шаумбург-Липе (1817 – 1893)
- Хайнрих XXIII (1848 – 1861)
- Мария (1855 – 1909), омъжена на 20 юли 1875 г. в Грайц за наследствен граф Фридрих фон Изенбург-Бюдинген-Меерхолц (1847 – 1889), син на граф Карл Фридрих фон Изенбург-Бюдинген-Меерхолц (1819 – 1900)

Хайнрих XX Ройс-Грайц има и незаконен син с Изабела фрайфрау фон Дахенхаузен (род. Актон):
- Хайнрих (1822 – 1892), фрайхер фон Ротентхал 1857 г., женен на 29 септември 1857 г. във Виена за Берта Тури де Тамáсфалва (1831 – 1914)

и една незаконна дъщеря с Емилия Фрич преди брака му:
- Изабела Валдхауз (1824/1825 – 1898 във Вилхелмсхавен), омъжена за Вилхелм Хенинг